# Urmăriri zadarnice
„Urmăriri zadarnice” (titlu original: „Hollow Pursuits”) este al 21-lea episod din al treilea sezon al serialului TV american științifico-fantastic Star Trek: Generația următoare și al 69-lea episod în total. A avut premiera la 30 aprilie 1990.
Episodul a fost regizat de Cliff Bole după un scenariu de Sally Caves.

## Prezentare
Lt. Barclay folosește holopuntea ca un mod de evadare, ceea ce îl face să-și neglijeze datoriile. Între timp, nava Enterprise se confruntă cu misterioase defecțiuni neprevăzute.

## Actori ocazionali
- Dwight Schultz - Reginald Barclay
- Charley Lang - Duffy
- Colm Meaney - Miles O'Brien
- Whoopi Goldberg - Guinan
- Majel Barrett - Computer Voice